# Delta Nigerului

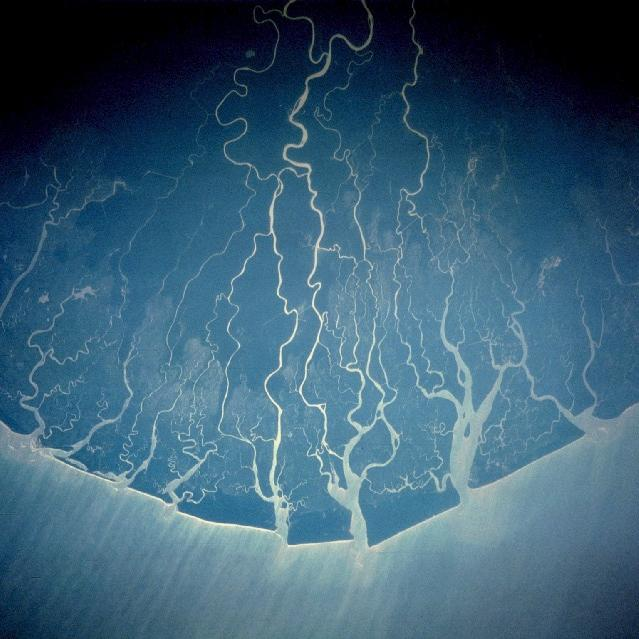
Delta Nigerului vǎzutǎ de pe orbita Pământului

Delta Nigerului este una dintre cele mai mari delte din lume care se formeazǎ la vǎrsarea fluviului Niger în Golful Guineei, din sudul statului Nigeria. Suprafața deltei este egalǎ cu 30.000 km², însǎ potrivit unor date prezenate de guvernul nigerian suprafața acestei este de 70.000 km², ceea ce constiyuie 7,5% din teritoriul Nigeriei. 
Regiunea deltei include urmtoarele state: Bayelsa, Delta și Rivers. Însǎ în anul 2000, guvernul Obasanjo a inclus în teritoriul Deltei Nigerului încǎ șase state: Abia, Akwa Ibom, Cross River, Edo, Imo și Ondo. 
Astfel regiunea deltei este populatǎ de circa 31 milioane de oameni , cu 40 de grupuri etnice, dintre care cele mai mari sunt: Ijaw și Igbo. 

## Industria petrolieră
Potențialul de producție de petrol din Delta Nigerului este de 3 milioane de barili pe zi. În practică, însă, în ultimii ani se produce cel mult două milioane (1,9 milioane barili/zi în 2007). Reducerea producției de petrol a contribuit foarte mult la mobilizarea activitǎții Mișcǎrii pentru Emanciparea Deltei Nigerului.

## Legǎturi externe
- News of the Niger Delta
- The Niger Delta Arhivat în 25 octombrie 2005, la Wayback Machine.